# Loretta Young
Loretta Young - egentlig Gretchen Young (født 6. januar 1913, død 12. august 2000) var en oscar-belønnet amerikansk skuespillerinde.
Young har to stjerner på Hollywood Walk of Fame — en for film og en for tv. I en stor del af 1950'erne var hendes The Loretta Young Show et enormt populært indslag i de amerikanske hjem. Hendes første filmoptræden var dog som treårig i 1917; da hun fyldte 40, havde hun medvirket i mere end 100 film.
Young og Clark Gable spillede sammen i The Call of the Wild. Han var da gift med Maria Langham. Young blev imidlertid gravid og fik datteren Judy Lewis (6. november 1935 – 25. november 2011), som tilbragte sine første 19 måneder i børnehjem og voksede op omgivet af hemmelighold for ikke at skade sine forældres karriere.
Young præsenterede Judy som sin adoptivdatter. Hun havde opkaldt pigen efter Skt. Judas, skytshelgen for svære situationer. Et telegram med ukendt afsender ankom til Clark Gable i New York til premieren på Mytteriet på Bounty: BEAUTIFUL, BLUE-EYED, BLOND BABY GIRL BORN, 8:15 THIS MORNING. Gable skal have revet telegrammet itu. Judy kendte ikke sit ophav før i 1958, da hun sagde til sin forlovede, Joe Tinney, at de ikke kunne giftes: "Jeg ved intet om mig selv." Tinney svarede straks: "Du tager fejl. Jeg ved alt om dig...Din far er Clark Gable." Senere, da Loretta Young hørte om begrebet date rape (= et stævnemøde, der ender med voldtægt), forklarede hun, hvad der var sket mellem hende og Gable den gang. På nattoget fra filmindspilningen tilbage til Hollywood havde skuespillerne fået separate sovekupéer. I løbet af natten havde Gable sneget sig ind til Young, der ved siden af det uønskede svangerskab sled med skyldfølelse for det, hun var blevet udsat for.